# Durchlaucht Hypochonder
Durchlaucht Hypochonder è un film muto del 1918 prodotto e diretto da Friedrich Zelnik.

## Produzione
Il film fu prodotto da Frederic Zelnik per la Berliner Film-Manufaktur GmbH.

## Distribuzione
In Germania, il film fu presentato al Kammerlichtspiele di Berlino il 25 gennaio 1918.